# Departamento de Nueve de Julio (kommun i Chaco)
Departamento de Nueve de Julio är en kommun i Argentina.   Den ligger i provinsen Chaco, i den norra delen av landet, 900 km norr om huvudstaden Buenos Aires. Antalet invånare är 26 955.
Trakten runt Departamento de Nueve de Julio består i huvudsak av gräsmarker. Runt Departamento de Nueve de Julio är det glesbefolkat, med 12 invånare per kvadratkilometer.